# Mollia mauritiana
Mollia mauritiana is een mosdiertjessoort uit de familie van de Microporidae. De wetenschappelijke naam van de soort is voor het eerst geldig gepubliceerd in 1888 door Kirkpatrick.